# Bezpieczny port
Bezpieczny port – szesnasty album polskiego street punkowego zespołu The Analogs. Został wydany w 2014 roku w wydawnictwie Lou&Rocked Boys.

## Lista utworów
1. Nastoletni Produkt
2. Zabawa Dawno Skończyła Się
3. Bomby W Dół
4. Joker
5. Wszystko Zdmuchniesz
6. Bezpieczny Port
7. Heroina Blues
8. Daleko Od Domu
9. Życie To Pył
10. Samotnośc
11. Ślepy Zaułek
12. Ślad
13. Lalka

Bonus na edycji rozszerzonej:
- Bilbordy
- Tygrys (Bonus "Złe Towarzystwo" – gościnnie Kamil Prosiak z Ruin Cats)
- Strzelby z Brixton (Bonus "Złe Towarzystwo" – gościnnie Sobota)
- Przedmieścia piekła (Bonus "Złe Towarzystwo" – gościnnie Karol The Analogs)
- Nasze ciała (Bonus "Złe Towarzystwo" – gościnnie Marszałek Pizduski)
- Oi! Młodzież (Bonus "Złe Towarzystwo" – gościnnie Qtyp z O.D.C.)

## Skład
- Dominik "Harcerz" Pyrzyna (wokal)
- Paweł "Piguła" Czekała (gitara)
- Krystian Faszczewski (gitara)
- Karol Faszczewski (perkusja)
- Przemysław Kaczmarek (bas)